# Nuestra Señora del Socorro de Barcelona
Nuestra Señora del Socorro es una advocación mariana de la Iglesia católica en Barcelona cuya imagen tiene su principal centro de culto en la Catedral de Barcelona en el Municipio Simón Bolívar del estado Estado Anzoátegui en Venezuela, esta imagen fue encontrada a fines del siglo XVII, en las cercanías de la antigua ciudad de San Cristóbal de la Nueva Ecija de los Cumanagotos, en el tronco hueco de un árbol de totumo o tapara (Crescentia cujete), de ahí deriva el nombre con que fue conocida desde entonces, la Virgen del Totumo o Virgen del Totumito.
La gran importancia que reviste la historia de “La Virgen del Totumo”, tanta para la Iglesia como para el Acervo Histórico, Cultural y Religiosa de la ciudad de Barcelona y del Estado Anzoátegui, se fundamenta en que fue y es la primera imagen religiosa que llega a esa región, en la entonces ciudad de San Cristóbal de la Nueva Écija de los Cumanagotos, a principios del siglo XVII o finales del siglo XVI; representando, así, la primera tradición cultural-religiosa de la comunidad Barcelonesa.

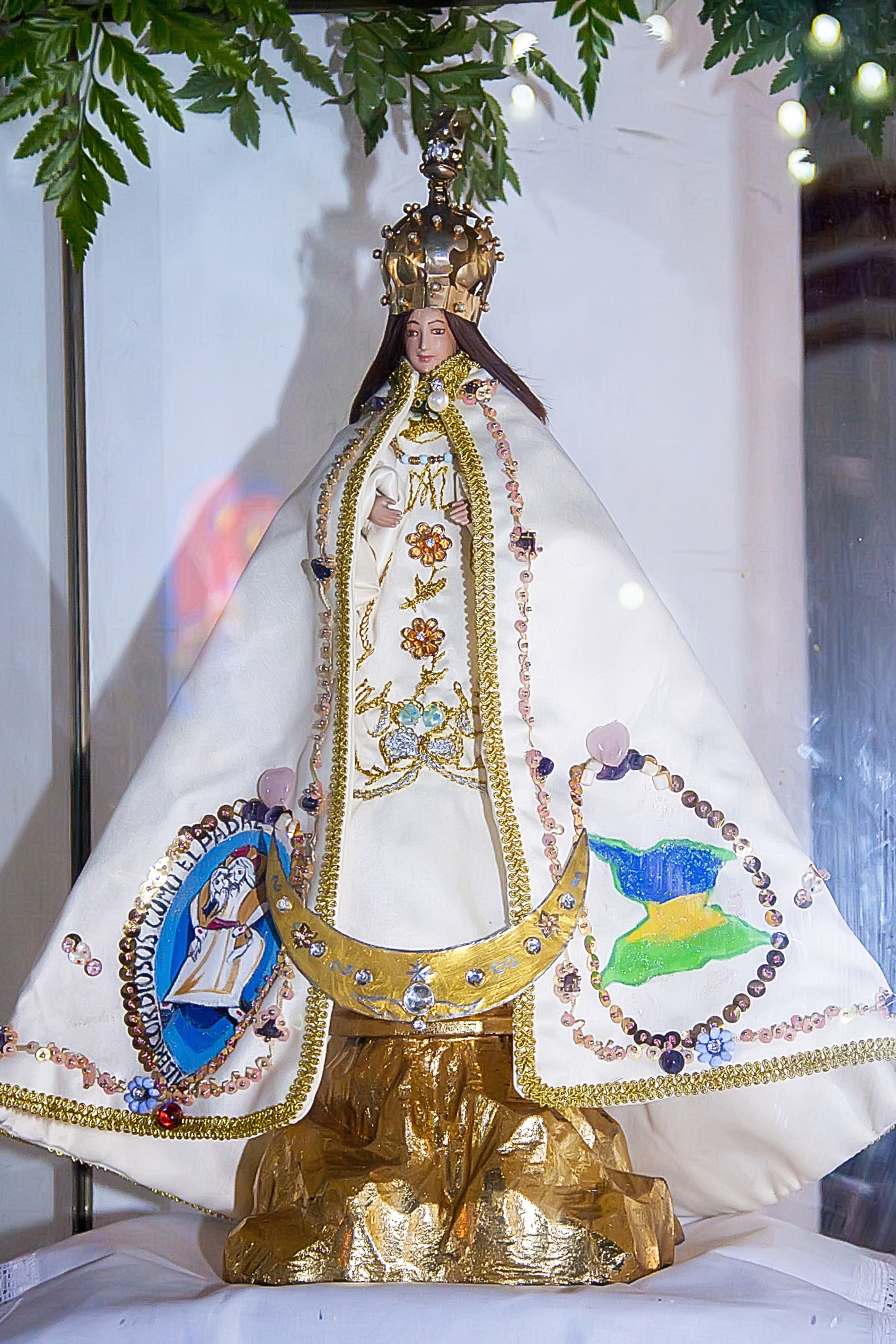
Nuestra Señora del Socorro de Barcelona, Anzoategui, Venezuela

Esta pequeña Virgen, se conserva en la actualidad en la parte central y superior del Altar Mayor de la Iglesia de San Cristóbal, Catedral de Barcelona. Es junto a San Celestino, una de las más representativas devociones de la comunidad barcelonesa. Su fiesta se celebra actualmente el 11 de noviembre.

## Algo de su Historia
Desde la Aparición de la Imagen de Nuestra Señora del Socorro, ocurrida según algunas versiones, en el año de 1595 en la entonces ciudad de San Cristóbal de la Nueva Écija de los Cumanagotos, los relatos sobre los milagros que se le atribuyen o hechos acaecidos gracias a su divina providencia, en su mayoría, fueron modificados por el hecho de haberse difundido oralmente, de padres a hijos, de abuelos a nietos, generación tras generación y durante tantos años.
Con el correr del tiempo, algunos de estos relatos fueron olvidados; otros, a su vez, fueron deformados, confundidos o mezclados entre sí; y unos más, perdieron o les agregaron partes producto de la imaginación popular, donde, en muchos casos, la pasión ha ofuscado hasta los más claros intelectos.

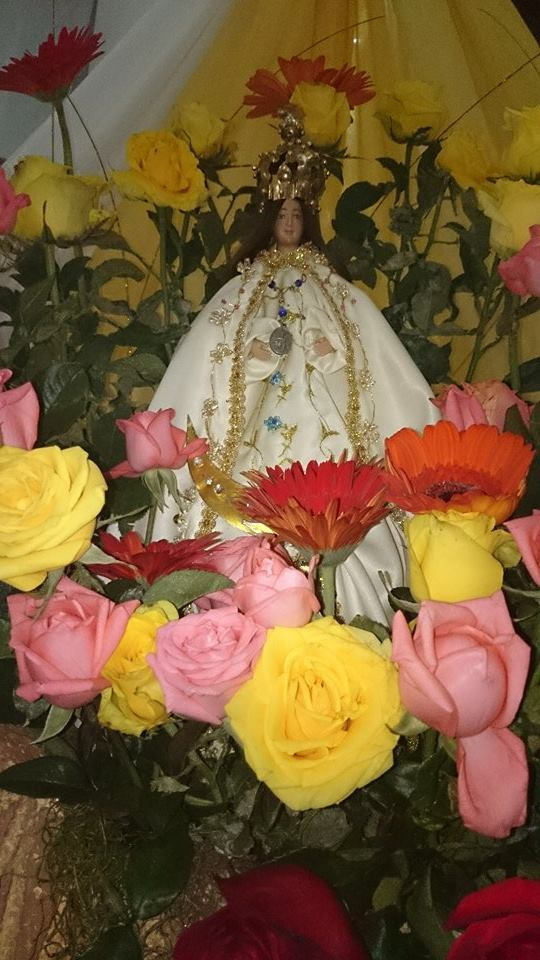
Santa Maria del Socorro de Barcelona, Anzoategui, Venezuela, "La Virgen del Totumo"

Alexander Von Humboldt, en su célebre viaje de expedición científica, realizó dos visitas a la ciudad de Barcelona: inicialmente en el año de 1799 y posteriormente en el año 1800. Como resultado de esa gran expedición, escribió todas las experiencias del viaje en el libro titulado Viaje a las Regiones Equinocciales del Nuevo Continente, en el cual hizo referencia a la Virgen del Totumo:

«La antigua Villa de Cumanagotos es celebre en el país por una imagen milagrosa de la Virgen,-la milagrosa imagen de María Santísima del Socorro, también llamada la Virgen del Totumo-encontrada, según los indios, en el tronco hueco de un totumo o viejo calabacero (Crescentia Cujete). Esta virgen fue llevada en procesión a Nueva Barcelona; pero cada vez que los clérigos estaban descontentos de los habitantes de la nueva ciudad, ella huía de noche y regresaba al tronco del árbol, en la desembocadura del rio. Este prodigio no ceso sino cuando se construyo un gran convento (el colegio de la Propaganda) para alojar allí a los monjes (frailes) de San Francisco.»

Una de las fuentes que más se conoce sobre estos relatos se remontan al año 1748, cuando el joven Don Fernando del Bastardo y Loayza, familiar del Santo Oficio (para ese entonces), sujeto muy distinguido y noticioso en los monumentos de la ciudad (Barcelona) y de la provincia (Nueva Andalucía), se los narra al Padre Fray Antonio Caulin cuando este realizaba las investigaciones necesarias para el manuscrito de su libro Historia Corográfica, Natural y Evangélica de la Nueva Andalucía, publicado posteriormente en el año de 1759 por la Corona de España y en el que recoge estas historias ocurridas en el año de 1595, otras que tienen lugar entre los años 1650 y 1742, y las más recientes, en esa época, que suceden entre los años 1748 y 1753, donde el mismo Padre Caulin fue testigo presencial de los hechos.
Por otra parte, el Padre Don Fernando del Bastardo y Loayza, quien fuera después el Cura Rector de la Parroquia e Iglesia de San Cristóbal de la Nueva Barcelona, desde noviembre de 1771 hasta el día de su muerte ocurrida el 27 de junio de 1788, en su famoso manuscrito Libro B, titulado Noticias Históricas de la Nueva Barcelona, nos dejó varios relatos sobre la Virgen de Nuestra Señora del Socorro, que posiblemente, y para ese entonces, pudo salvar de los restos que quedaban de algunos libros y cuadernos de los registros parroquiales de la ciudad de San Cristóbal de los Cumanagotos y de las tradiciones orales que pudieron haber conservado los vecinos de ambas ciudades, en cierta forma, de formados para esa época, si tomamos en cuenta que existe, muchos años después de unidas las dos ciudades: la “Barcelona del Cerro Santo” fundada por Juan de Urpin en las faldas del hoy Cerro Venezuela, y San Cristóbal de los Cumanagotos, que estaba ubicada, en esa época, donde actualmente se encuentra la urbanización Maurica.
Sin embargo, la devoción y el culto a la Virgen del Socorro o Virgen del Totumo se conocía de tiempos más antiguos a los que suponían tanto el Padre Bastardo y Loayza como el Padre Fray Antonio Caulin, pues, en el informe de la visita que realizó el Juez de Comisión, Don Juan de la Cueva, en el año de 1640, relata que:
```

```

«En la ciudad de Cumanagotos existe una ermita donde esta una efigie de Nuestra Señora, advocación del Socorro, imagen milagrosa, y que tengo, y todos tienen, que mediante la que representa, sustenta y defiende de Dios Nuestro Señor, esta tierra.»

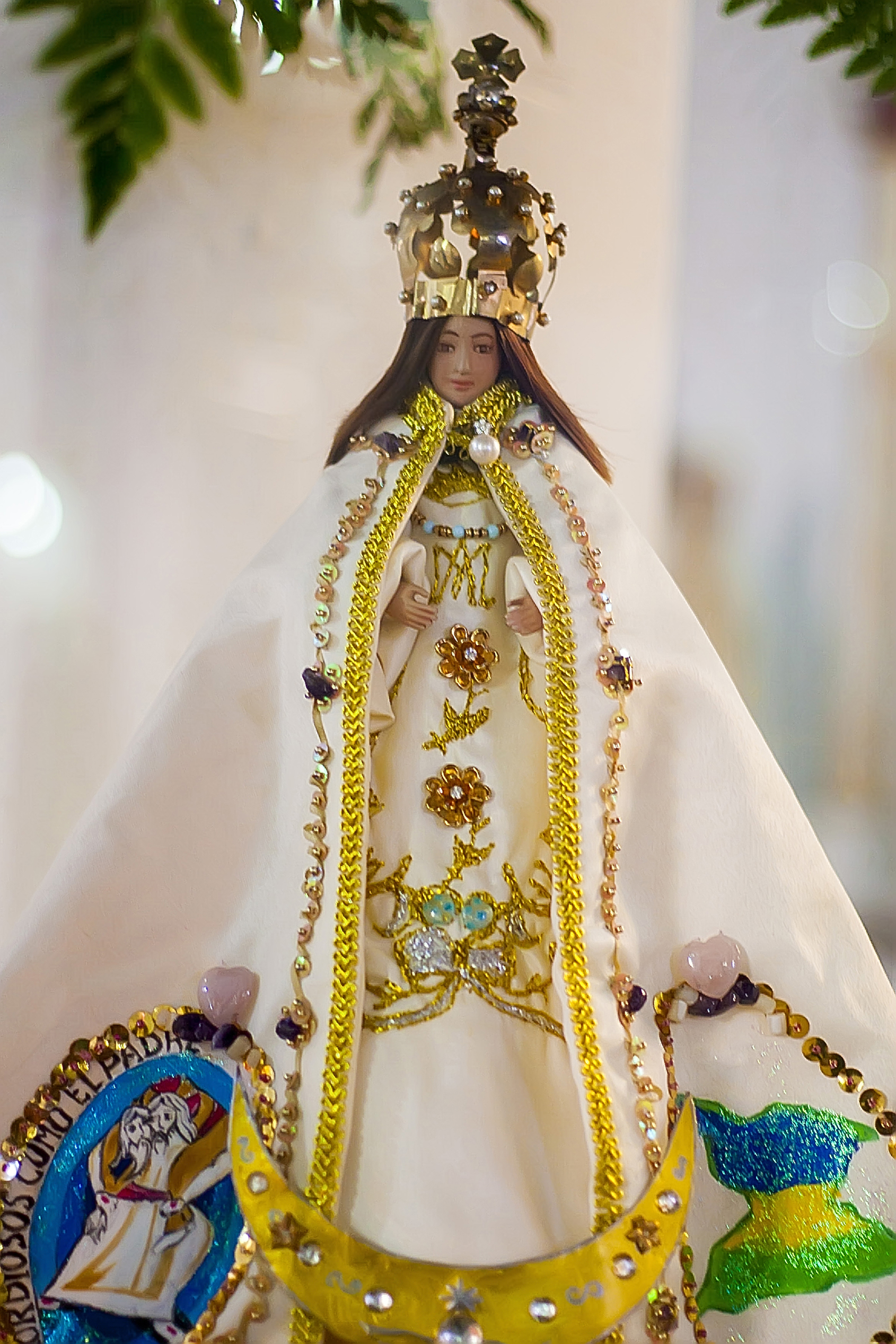
La Virgen del Totumo de Barcelona, Anzoategui, Venezuela

También, en el “Libro B” del Padre Fernando del Bastardo y Loayza, existe un “Resumen”, que fue posteriormente trascrito a máquina para su conservación y uso por el padre salesiano Luis Frassato Armas, entre los años 1932 y 1935. Este “Resumen” fue minuciosamente analizado por monseñor Constantino Maradei Donato, quien comenta que, al principio del mismo, aparece un documento en una hoja suelta sin firma alguna, de la cual se desconoce su procedencia, y que la misma contiene un texto donde se narra el milagro de la Aparición de la Virgen, Nuestra Señora del Socorro o Virgen del Totumo. El texto de esa hoja es transcrito a continuación: 

 Datos históricos de la Iglesia de Barcelona
“IMAGEN DEL SOCORRO”

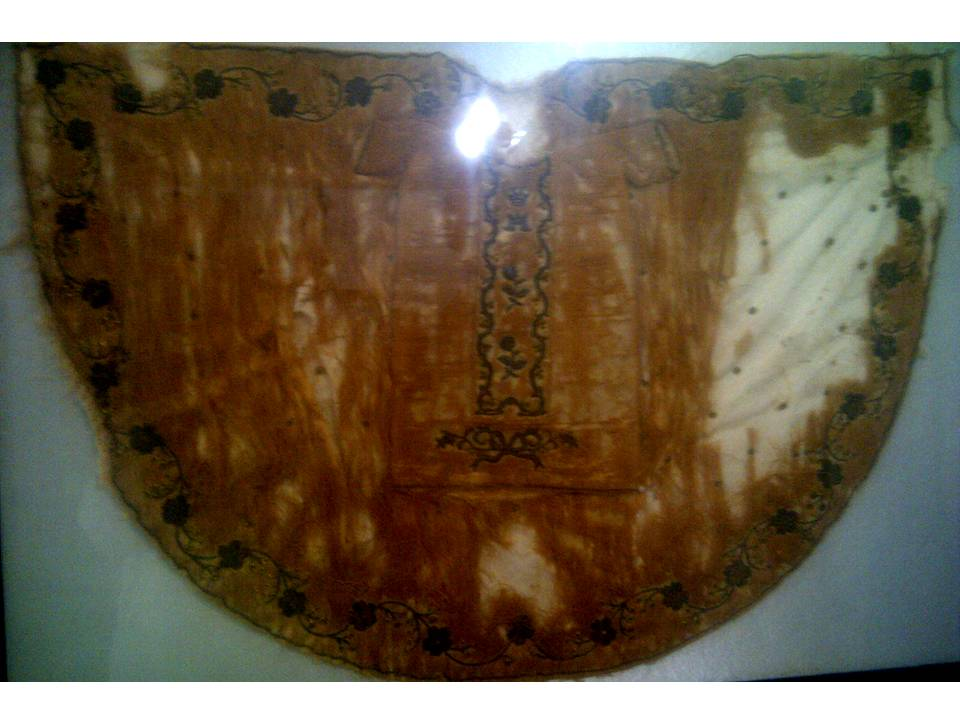
Antiguas vestimentas de la "Virgen del Totumo", expuestas en el Museo Anzoategui (MUSAN) de Barcelona.

“La milagrosa Imagen de Nuestra Señora del Socorro es antiquísima y su historia la trae Noticias en la página 47 (del Resumen).
A fines de 1500, pescadores de Cumanagoto la vieron en un Totumo, a un cuarto de legua de Barcelona. Se la trajeron al Cura de Cumanagoto 
Traída solemnemente en procesión, bajo palio y con cantos de rezos, se quedo.
...De tiempo antiguo, cuando arreciaba la sequía, se llevaba en procesión a la Virgen del Socorro bajo palio y cantando las letanías mayores hasta el lugar de Chipichipal donde se cantaba la Salve y las letanías lauretanas, y al volver había misa solemne en la Parroquia.”

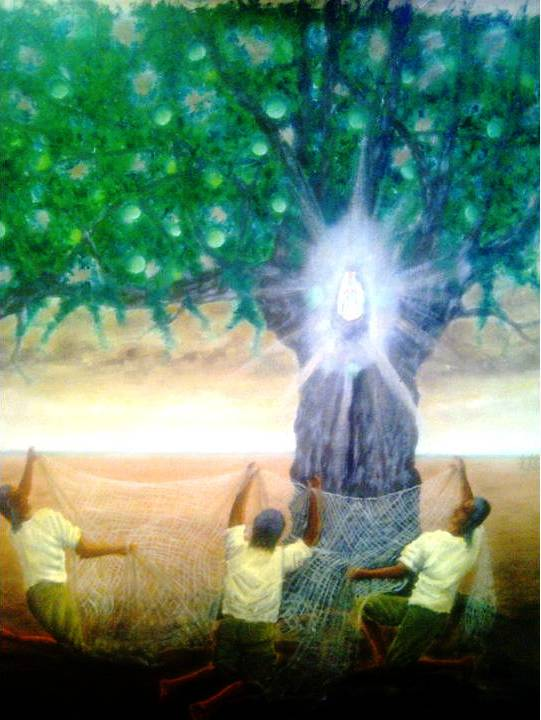
El Hallazgo de la Imagen de Santa Maria, Nuestra Señora del Socorro de Barcelona, "La Virgen del Totumo", Autor: Mario Vladimir Barreto Maraima, Técnica: Óleo Sobre TelaMedidas: 56 cm X 46 cmsAño: 2015Procedencia: Las Casitas (Barcelona/Edo. Anzoátegui)

Ahora bien, analizando las distintas versiones, encontramos que en la narración del Padre Fray Antonio Caulin, sobre todo en lo relativo al milagro de la aparición de la Virgen, cuando escribe que “la imagen de Nuestra Señora del Socorro fue traída del Puerto de la Guaira por un cierto caballero”, difiere, en este aspecto, con todas las versiones existentes; sin embargo, la noticia narrada por el Padre Bastardo y Loayza, coincide, con lo descrito por Alexander Von Humboldt y con la hoja suelta, sin firma alguna, que aparece al comienzo del Resumen del Libro “B”, en cuanto a que ambos narran que “la imagen fue encontrada por unos pescadores vecinos de Cumanagotos, en el tronco hueco de un árbol de totumo…”.
Por otra parte, en su narración, el Padre Bastardo y Loayza ubica la aparición de la Virgen del Totumo “por los años del Siglo de mil seiscientos” o sea, a finales del siglo XVII; lo que quiere decir que si tomamos como referencia la última cuarta parte del Siglo, en el mejor de los casos, estaríamos hablando de los años que trascurren entre 1675 y 1700; cuestión esta imposible porque para esa fecha ya estaban unidas las dos ciudades en la actual San Cristóbal de la Nueva Barcelona.
Seguramente, lo que quiso decir el Padre Bastardo y Loayza fue: por los últimos años del “Siglo XVI” y no por los últimos años del “Siglo mil seiscientos”; lo cual si se corresponde con la “Nota Inédita”, que mencionamos antes, cuando hace referencia de que “A fines de 1500, pescadores de Cumanagoto la vieron en un Totumo, a un cuarto de legua de Barcelona. Se la trajeron al Cura de Cumanagoto D. Juan Caro, quien la coloco en un altar.”
Ahora bien, esos últimos años del siglo XVI o fines de 1500, seguramente se refieren a los años que transcurren entre 1585, fecha de la fundación de San Cristóbal de la Nueva Écija de los Cumanagotos hecha por el Conquistador y Capitán Cristóbal Cobos en la Laguna de “Apaicuar” y el año 1600.
Esta versión a su vez, queda confirmada por Alexander Von Humboldt cuando se refiere a que la Virgen del Totumo “…huía de noche y regresaba al tronco del árbol…”
Por múltiples factores, estas pequeñas imprecisiones son muy frecuentes encontrarlas cuando se investiga la historia colonial de Venezuela. En la mención que hace en su libro Alexander Von Humboldt sobre la Virgen del Totumo, se puede apreciar un ejemplo típico de cómo la historia, en tan solo unos pocos años, fue alterada por la tradición oral cuando se refiere a los motivos que tenía la Virgen para desaparecer de la Iglesia, durante la noche y, por la mañana aparecer en el totumo: “…pero cada vez que los clérigos estaban descontentos de los habitantes de la nueva ciudad, ella huía de noche y regresaba al tronco del árbol, en la desembocadura del río. Este prodigio no ceso sino cuando se construyó un gran convento (el colegio de la Propaganda) para alojar allí a los monjes (frailes) de San Francisco”, cuestión esta sabida, que no era por ese motivo; pero debemos tomar muy en cuenta que quien cuenta la historia de la Virgen del Totumo, al científico Protestante Alexander Von Humboldt, es el propio Padre Guardián del Hospicio de San Francisco (hoy Casa Fuerte de Barcelona) que, sin pensarlo dos veces, acomoda la historia a su manera para beneficio y justificación tanto del Convento como de la obra de su Congregación; pues, para ese momento, los frailes de su congregación se mantenían en franca pelea con los curas de la Iglesia de San Cristóbal de Barcelona, por el cobro, a los feligreses, de determinados derechos parroquiales, tales como ser enterrados dentro de la iglesia y otros.
Por eso, se vuelve a lo dicho inicialmente, para reafirmar, que con el correr del tiempo, algunos de estos relatos fueron olvidados; otros a su vez fueron deformados, confundidos o mezclados entre sí; y unos más, perdieron o les agregaron partes producto de la imaginación popular, donde, en muchos casos, la pasión ha ofuscado hasta los más claros intelectos.

## Libro B, Noticias Historiales de la Nueva Barcelona, Anales eclesiásticos de Barcelona, Padre Don Fernando del Bastardo y Loayza, Capítulo XI: DE LA PRODIGIOSA IMAGEN DE NUESTRA SEÑORA DEL SOCORRO
"La noticia más común de la prodigiosisima imagen de Nuestra Señora del Socorro que ha venido de nuestros antiguos, de unos en otros hasta llegar a nosotros, es que por los últimos años del siglo mil y quinientos, hallaron unos pescadores vecinos de la ciudad de cumanagoto, esta prodigiosisima imagen en un árbol de Totumo, distante como medio cuarto de legua de la parroquia de dicha ciudad, que estos pescadores la trajeron al Cura de dicha parroquia, que lo era el Pbro. Juan Caro, que este la puso en uno de los altares de la citada parroquia y que al día siguiente habiendo ido a celebrar en el dicho altar no la halló; que habiendo celebrado, pregunto al Sacristán por dicha imagen y este le respondió que no sabía de ella, y que el dicho Cura llamó a los pescadores que la habían traído y les pregunto si ellos habían quitado dicha imagen del altar donde estaba, y respondieron que no.
Cuidadoso de esta pregunta, los dichos pescadores fueron al Totumo y hallaron en la citada imagen, trajeronla, segunda vez, al enunciado Cura, diciéndole que la habían hallado en el Totumo en donde el día antecedente la habían hallado. El Cura la volvió a poner en el mismo altar que antes, y al día siguiente no la halló en él: con este motivo, en la tarde de aquel día, acompañado de los referidos pescadores y de algunos otros vecinos, dicho Cura fue al dicho Totumo, y hallando en la relacionada imagen, se hincó de rodillas y con el todos los que le acompañaron, y rezo con todos y con gran devoción una Salve, y tomando la imagen en las manos la trajo a la Parroquia y la puso en el altar mayor, y puesta allí; hincados todos de rodillas rezaron otra Salve.
Luego al día siguiente, no la halló el Cura en el dicho altar, y ya, conociendo el misterio, convocó su feligresía y con toda la más de ella, volvió al Totumo y halló en el su perdida imagen, que, tomándole con las manos con mucha reverencia y devoción, la trajo, rezando en alta voz con todos los del concurso el santísimo Rosario, y que, habiéndola puesto en el altar mayor, dispuso una fiesta muy solemne para el día siguiente y convocó para ella a toda su feligresía, que habiendo celebrado la dicha fiesta con la más grande solemnidad, exhorto a dicha feligresía que fueran muy devotos de aquella imagen de Nuestra Señora del Socorro, y dijo porque YA VOY CREYENDO QUE LA VIRGEN SANTÍSIMA, MADRE DE DIOS Y SEÑORA NUESTRA, QUIERE, EN LA IMAGEN, HACERNOS COMPAÑÍA PARA SOCORRERNOS NUESTRAS NECESIDADES; que con tal motivo de esta exhortación del Cura, levantaron los oyentes la voz diciendo: Viva Nuestra Señora del Socorro, y con unos muy especiales expresiones de gozo y regocijo, se acabó la fiesta.
Pero al día siguiente, aún no halló el Cura a la dicha imagen en el altar mayor donde la habían puesto el día antecedente, y con este motivo, en aquella misma hora, volvió el Cura, tercera vez, al Totumo, y hallando en la referida imagen, dejándola allí, se volvió inmediatamente a la iglesia, y convocando en aquella hora su feligresía, dispuso una procesión muy solemne, y revestido con sobrepelliz, estola y capa pluvial, con Cruz alta y llevando el Palio del Santísimo Sacramento, fueron todos procesionalmente y con mucha devoción al Totumo, y tomando el Cura entre sus manos dicha mencionada imagen, cantando el Ave Maris Stella al descubrirla; y el, de no salir si no es debajo de Palio, viene en memoria de que no quiso quedarse esta Señora en la iglesia de Cumanagoto, hasta que fue traída con la solemnidad de Sacerdote vestido de sobrepelliz, estola y capa bajo palio y cantando el Ave Maris Stella.
De tiempo muy lejano se mantiene la prodigiosa imagen en su tabernáculo sobre una ara consagrada, cubierta de una palia, y algunos de los Iltmos. señores Obispos, que han visitado este tabernáculo, han puesto reparo a la dicha ara, diciendo que no debe de estar sobre ara; pero no tan solamente no la han mandado quitar, sino que, como para visitar el dicho tabernáculo, sacan, los mismos señores Obispos fuera del tabernáculo, al concluir la Visita de los mismos señores Obispos, la han vuelto a poner sobre la misma ara y palia.
El Iltmo. Sr. Dn. Mariano Marti, dignísimo Obispo que fue de este Obispado, y hoy es meritisimo del de Caracas, cuando visitó el referido tabernáculo, habiendo sacado fuera de él la imagen, reparo en la palia, y me pregunto: Que es esto?, y yo le respondí, señor, esta es una palia que se pone sobre el ara en que se pone esta Señora: ¿Sobre ara? ¿Cómo es esto? dijo su Iltma. ara no debe haber en otra parte que en los altares para celebrar sobre ella el sacrificio de la misa, que para eso solamente es el ara. Yo respondí: -Señor, esta imagen la han visitado muchos de los antecesores de su Ilustrísima, y según estoy informado todos han puesto reparo en el ara, pero los mismos Señores Obispos que han puesto reparo, han vuelto a poner la imagen sobre la palia y ara, y esta ara está aquí hasta que se mande quitarla. Habiendo oído su Ilustrísima esta respuesta, se quedó viendo con toda atención la santísima imagen, é hincado de rodillas entonó la salve, y seguimos todos los que le acompañábamos cantándola con toda solemnidad, y concluida con la oración: Deus qui salutis aeternae, que cantó su Ilustrísima, tomo con sus manos la palia y la extendió sobre la referida ara, y después tomó la prodigiosa imagen, la puso sobre la dicha palia y ara y habiendo cerrado el tabernáculo, volvió al pueblo y dijo: -Concedo cuarenta días de indulgencia a los que devotamente recen una Salve ante esta santísima Imagen."

## Alfredo Armas Alfonzo y versiones posteriores de la Historia
Alfredo Armas Alfonzo en su libro La Tierra de Venezuela y los cielos de sus santos (Armitano, Caracas, 1977), relata:

Hacia 1650, tres pescadores de la playa de Maurica, al norte de Barcelona, volvían a sus casas después de estar atarrayando en las aguas del mar próximo al estuario del Neverí, cuando descubrieron lo que parecía una santica entre las ramas de una mata de totumo o tapara. La cogieron, por supuesto, y se la llevaron al párroco de San Cristóbal de los Cumanagotos, que lo era Juan Caro. El religioso identificó la imagen como la Virgen del Socorro y la puso en una de las capillas.

Fray Antonio Caulín menciona que un vecino de Cumanagoto, en viaje marítimo de La Guaira a la villa del Neverí, llevaba consigo la imagen y que esta desapareció misteriosamente de entre su equipaje frente a las costas orientales. El relato popular elude e ignora esta noticia del viajante.

Al día siguiente de la aparición y en boca de los vecinos el suceso divino, Caro advirtió, a la hora de la misa, que la Virgen del Socorro ya no estaba en el sitio del altar, y ninguna razón de ella le pudo dar el sacristán. Se pensó entonces en que los pescadores la hubiesen retirado durante la noche. Se hizo llamar a los hombres, pero alegaron su inocencia. En la averiguación se ocupaban, cuando los pescadores tuvieron una corazonada:
-la mata de tapara- se dijeron uno al otro los asombrados pescadores, y a Maurica volvieron con toda la prisa de que eran capaces, para reencontrar la santica en el mismo lugar del día anterior. Así volvió al altar la Virgen del Socorro, no sin asombro del Padre Caro.
A la mañana del tercer día, vuelta a hallar el altar vacío y vueltas las suposiciones, pero esta vez no fueron solos los hombres al lugar de la playa de Maurica. Caro presidía el grupo de vecinos que a la hora de la tarde tomaron el camino de arena y espinar desde San Cristóbal a aquella sección de la playa donde en las creciente, el río Neverí acumula árboles muertos y desechos vegetales. Todos de rodillas rezaron la salve ante el taparo que la Santa Madre de Dios había elegido por residencia terrena. El Padre Caro tomó la imagen entre sus manos y devoto y abismado reemprendió el regreso, con un sol amarillo y trémulo a sus espaldas. La caminata terminó en las gradas mismas del altar mayor de la Iglesia de San Cristóbal (...) Religioso, sacristán y feligreses volvieron a rezar la Salve Regina.
(...) Por tercera vez la Virgen del Socorro volvió al totumo de Maurica, y su traslado a la parroquia lo hizo el Padre Caro acompañado de todos los vecinos previamente convocados.
Venían rezando el rosario. Se dispuso hacerle una gran fiesta hasta la mañana siguiente. El Párroco habló a todos del milagro y de los favores que había de recibir la villa de la Virgen del Socorro que así dejaba ver sus intenciones. El pueblo le rezó a la aparecida y todo hacía suponer que San Cristóbal por fin contaría con la presencia de la Augusta Señora junto a la del patrono de los viajeros. Pero no. Por cuarta vez se produjo la increíble historia de la desaparición de la iglesia y la aparición en el totumo. Esta vez la procesión de retorno tendría la mayor solemnidad. El Padre Caro se revistió de sobrepelliz, estola y capa pluvial. Cuatro notables portaban el palio del Santísimo Sacramento, y bajo palio, entre avemarías y letanías enfervorizadas, entró la procesión a la iglesia y se cantó la misa solemne de Nuestra Señora.
La Virgen del Totumito esta vez fue colocada sobre el sagrario. Y es fama que nunca más escapó de la casa de San Cristóbal, hasta que refundidas las poblaciones de Cumanagotos y la Santa Eulalia de Nueva Barcelona, en 1671, la Virgen del Socorro tuvo su altar propio sobre una ara consagrada cubierta con palia. Esa distinción o privilegio extraño a toda ley religiosa provocó los reparos de los obispos que tuvieron la oportunidad de visitar la capilla de la Virgen...

Hasta la creación del Obispado de Santo Tomé de Guayana (Angostura, hoy Ciudad Bolívar), Barcelona, junto con las provincias de Nueve Andalucía, Guayana, Margarita y Trinidad pertenecían a los Anexos Ultramarinos del Obispado de San Juan de Puerto Rico. Los obispos que menciona Armas Alfonzo lo eran de Puerto Rico y como tales lo hacían como parte de las visitas pastorales. Entre ellos se cuenta Mariano Martí, quien en su condición de Obispo de San Juan de Puerto Rico visitó la iglesia parroquial de San Cristóba y Santa Eulalia y fue uno de los prelados que puso reparos a la manera extracanónica en que se veneraba la imagen (sobre ara) Cuando el Párroco le muestra al Obispo la imagen, este nota que hay "una palia sobre el ara en que está la Señora"...

-¿Sobre palia? ¿Cómo es eso? -dijo su Ilustrísima-. Ara no debe haber en otra parte que en los altares para celebrar sobre ella el sacrificio de la misa, que para eso solamente es el ara.
Yo respondí:
-Señor, esta imagen la han visitado muchos de los antecesores de su Ilustrísima, y según estoy informado todos han puesto reparo en el ara, pero los mismos Señores Obispos que han puesto reparo, han vuelto a poner la imagen sobre la palia y ara, y esta ara está aquí hasta que se mande quitarla.
Habiendo oído su Ilustrísima esta respuesta, se quedó viendo con toda atención la santísima imagen, é hincado de rodillas entonó la salve, y seguimos todos los que le acompañábamos cantándola con toda solemnidad, y concluida con la oración: Deus qui salutis aeternae, que cantó su Ilustrísima, tomo con sus manos la palia y la extendió sobre la referida ara, y despues tomó la prodigiosa imagen, la puso sobre la dicha palia y ara y habiendo cerrado el tabernáculo, volvió al pueblo y dijo:
-Concedo cuarenta días de indulgencia a los que devotamente recen una Salve ante esta santísima Imagen.

Nos dice también Alfredo Armas Alfonzo que el Obispo Mariano Martí dejó una descripción de la imagen, que, a pesar de lo breve, nos dice mucho:

Mide de arriba a abajo unos treinta y cinco centímetros y es imagen de vestir como la de Margarita. De ordinario la capa con la que se la viste y que siempre se renueva, esconde la media luna en la que parece apoyarse. Una peluca de pelo liso le cae sobre los hombros. Las manos, debido a las malas reparaciones a que se la sometido, ya no aparecen como en oración y casi cuelgan a los costados.

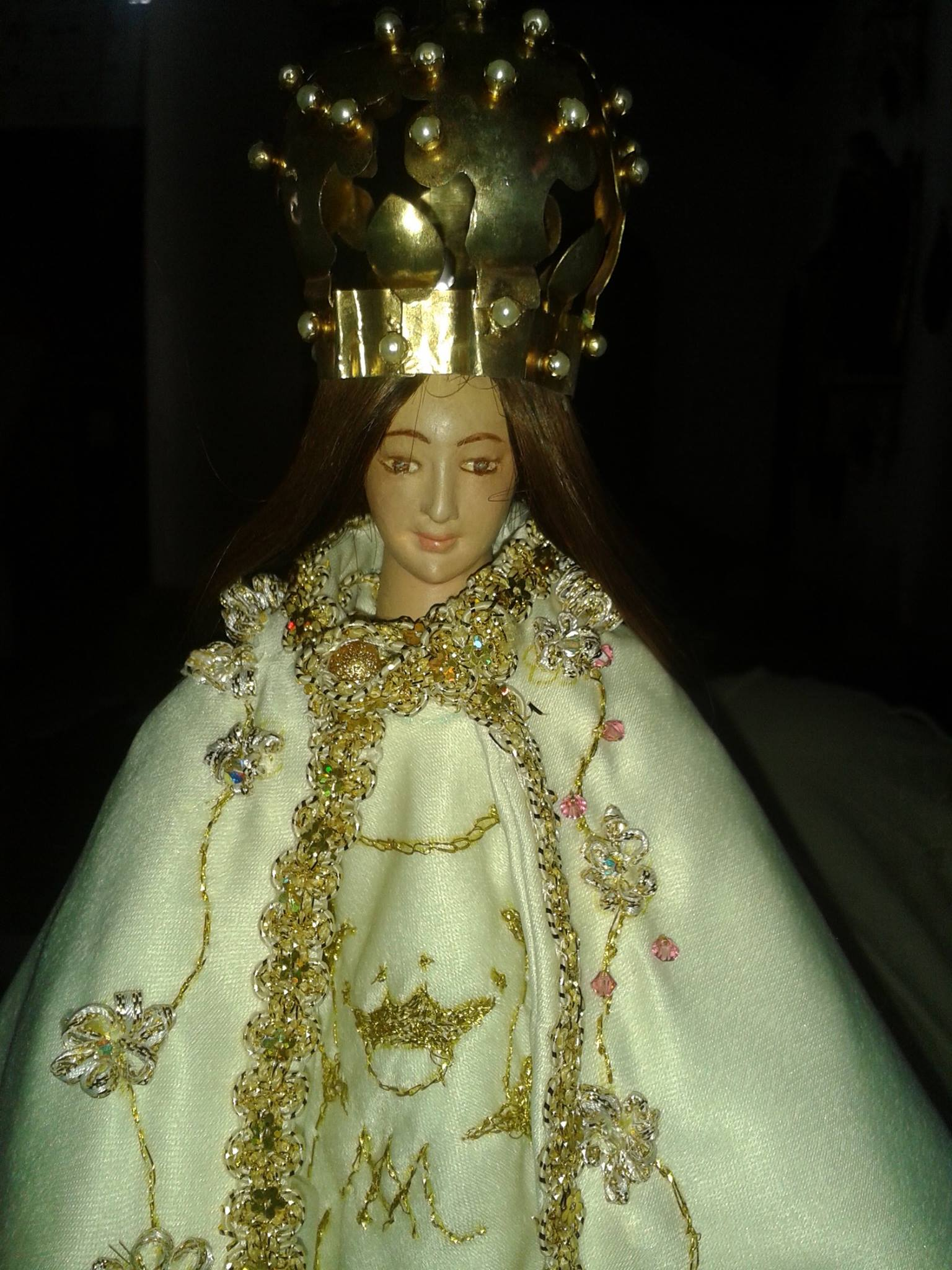
Santa Maria, Nuestra Señora del Socorro de Barcelona, "La Virgen del Totumo", Patrona de Barcelona, La Primera Imagen de la Virgen María en llegar a tierras Barcelonesas

Recientemente, en el 2004, la Familia Salesiana en Venezuela, la cual hizo vida en su momento en la Catedral de Barcelona, emitió en su Calendario Mariano, esta versión de su hallazgo:

NUESTRA SEÑORA DEL TOTUMO:
Hacia el año de 1650 llego a San Cristóbal de Cumanagoto un rico comerciante que traía una bella imagen de la Virgen del Socorro, pero cuando fue a enseñárselas a sus familiares, no la encontró; extrañando comento:
-¡No puede ser! Yo mismo la guarde en la maleta.
 Ese mismo día al caer la tarde, tres pescadores que regresaban a sus casas encontraron cerca del rio Neverí, sobre un frondoso totumo, una preciosa imagen. Los pescadores contemplaron admirados a la Virgen del Socorro que parecía mirarlos dulcemente.
 Adolfo, el más decidido, la tomo con cuidado mientras decía: Se la llevaremos al Párroco.
 Los tres pescadores llegaron a la casa parroquial y le entregaron al P. Juan Cano la pequeña imagen que él recibió con júbilo. Este la coloco en un altar de la iglesia. A la mañana siguiente, cuando fue a celebrar la Santa Misa, no encontró la imagen de la Virgen; llamo al sacristán y le pregunto: Andrés, ¿Dónde colocaste la Virgen del Socorro?
-Yo no la he tocado. Esta mañana cuando llegue ya no estaba.
-Es extraño, ¿Qué pudo haber pasado? Ve a la casa de los pescadores y pregunta si ellos la tienen.
 Al recibir los pescadores la noticia de la desaparición de Nuestra Señora del Socorro, se dirigieron hacia el totumo y…, efectivamente, allí estaba; en el mismo lugar donde la encontraron la tarde anterior.
 Esta vez fue José quien con más respeto la tomo y se la llevo al P. Juan Cano.
 Al amanecer del día siguiente las campanas de la iglesia parroquial repicaron alegremente llamando a los feligreses; pero cuando el P. Juan llego a la iglesia el sacristán muy compungido le dijo: La imagen de la Virgen ha desaparecido de nuevo.
 En la tarde, guiados por los pescadores, el sacerdote y algunos vecinos fueron hasta el totumo.
 Allí estaba, en el mismo lugar de los días anteriores.
 Todos se arrodillaron y rezaron con devoción el Rosario; luego el P. Cano tomo en sus manos a la Virgen del Socorro y cantando himnos marianos llegaron a la iglesia.
 Al día siguiente la imagen había desaparecido nuevamente; el P. Cano desconcertado no sabía qué hacer, pues intuía que era un mensaje divino.
 Convoco a todos los fieles y en procesión, llevando al Santísimo Sacramento, se dirigieron hacia el totumo.
 Las ramas del totumo lucían mas verdes y brillantes y bajo la misma rama de los días anteriores estaba la Virgen del Socorro. Con gran alegría el sacerdote tomo la milagrosa imagen y así, entre canticos y rezos llegaron a la iglesia donde el párroco los convoco para el siguiente día. Celebrarían una gran fiesta en honor a la Virgen del Socorro o del Totumo, como ya se llamaba.
 La iglesia desde ese día se lleno de feligreses; todos querían venerar a la Santísima Virgen. Después de la misa el sacerdote les dijo:
-Hermanos, estamos aquí para celebrar con alegría la venida de esta sagrada imagen; los acontecimientos que hemos presenciado son una clara demostración de la protección de la Santísima Virgen del Socorro para este pueblo. Todos gritaron: ¡Viva nuestra Virgen del Socorro!
 La Santísima Virgen complacida con estas demostraciones de fe y de cariño se quedo en la Iglesia Parroquial de San Cristóbal hasta el año de 1671 cuando se unieron las villas de San Cristóbal con Santa Eulalia para formar la de Barcelona; poco después la imagen fue trasladada a la nueva parroquia de Barcelona y colocada en un altar especial. Alli siguió obrando portentos y su culto se fue extendiendo a otros lugares. Son muchos los favores atribuidos a Nuestra Señora del Socorro. La Virgen del Socorro o del Totumo se venera en la Catedral de Barcelona.

## La Virgen del Totumo salva un navío español de los piratas.
El relato de este hecho milagroso es poco conocido y trata sobre la historia de un navío español, donde sus tripulantes se encomendaron a la protección de Nuestra Señora del Socorro, siendo salvados milagrosamente, de los despiadados y sanguinarios piratas.
Trascurría el año 1675, cuando en cierta ocasión navegando un navío español por las costas del mar del Norte, frontera a San Cristóbal de la Nueva Barcelona, desde muy lejos fue divisado por una nave de piratas que procedió a perseguirlos. Muy pronto se vio acosado por los corsarios que, viento en popa después de agarrar una fuerte corriente, amenazaban con darle rápido alcance para abordarlos y así robarle sus riquezas e irremisiblemente quitarles la vida a sus dueños y a toda la tripulación, cosa que siempre acostumbraban hacer con la mayor brutalidad.
Viéndose los españoles en tan inminente peligro, se encomendaron a María Santísima del Socorro y después de implorarle devotamente su poderosa intercesión , pusieron la proa hacia el río Neverí con el ánimo de varar en sus aguas y salvar por lo menos sus vidas, que sin duda, las hubieran rendido a manos de aquellos criminales.

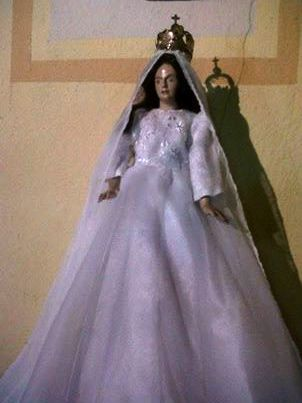
En el año de 1758, el Beneficiario D. Miguel Sifontes, Sacristán Mayor, obtuvo licencia episcopal, para levantar una Ermita a San Miguel, en el Valle de Nuestra Señora del Socorro de Bergantin, la cual, fue bendecida el 3 de mayo de 1759 y luego se hizo parroquia, Fue en esa Ermita, en donde reposo primeramente esta Réplica de la Virgen del Totumo, en cuyo honor fue bautizado el Valle en donde esta fue erigida.

Mas la Virgen, que es todo consuelo de afligidos, los salvo de tan espantoso peligro conduciendo el navío con tan admirable providencia y precisión, que lo introdujo milagrosamente por el río a través de una boca tan estrecha y escasa agua, que era necesario esperar la marea alta para que entrara o saliera una mediana lancha.
En muy corto tiempo el navío español estaba a salvo, muy adentro del río Neverí. Allí lo amarraron a un guamo que estaba en sus riberas (A la altura del hoy Hotel Neverí) y partieron todos gozosos a rendir las gracias a su Divina Protectora, Nuestra Señora del Socorro.
En reconocimiento de tan gran beneficio, el Capitán dio de limosna las campanas que hasta ahora (año 1759) han servido en dicha Iglesia (Estas se encuentran en la actualidad en el patio del Palacio Episcopal de la Diócesis de Barcelona), un cáliz y otras preciosas alhajas; dejando para memoria de este prodigioso milagro, un pequeño navío que se conserva (año 1759) colgado en el altar de María Santísima del Socorro, por cuya intercesión, el Todopoderoso los salvo de tan manifiesto peligro.
Retirados los piratas, volvieron los españoles a encomendarse a la Soberana Reina, Nuestra Señora del Socorro, y dando velas al viento, salieron en alas de su confianza por la misma boca del río en que habían entrado y prosiguieron su viaje libre de todo riesgo.
En esta nueva ocasión, todos experimentaron el milagro que, por los ruegos de la Santísima Madre y Señora del Socorro, obró la invencible mano del Altísimo con aquellos afligidos que estuvieron a punto de perder sus vidas.

## La Virgen del Totumo salva a Barcelona de la invasión de piratas ingleses.
Este relato es uno de los más contados y mayormente confundido o entremezclado con otros, y nos narra la historia de cómo Nuestra Señora del Socorro, dirigiendo un fantástico y numeroso ejército, logró la victoria sobre los piratas ingleses, salvando a los barceloneses de una muerte cruel.
En el siglo XVII, España estaba en guerra con muchas naciones y por ello los mares de América estaban infestados de piratas ingleses, franceses y holandeses que se dedicaban a la caza de barcos españoles cargados de tesoros americanos que transportaban hacia España, o de mercancías que traían de Europa a las colonias americanas. En muchas ocasiones, estos piratas bajaban a tierra bien armados y arrasaban poblaciones enteras, robando y matando a sus pobladores con despiadada crueldad. 
Sucedió por el año 1680, cuando un grupo de pescadores, vecinos de “San Cristóbal de la Nueva Barcelona”, divisaron a un grupo de naves de piratas ingleses que venían fuertemente armadas de guerra y amenazaban tomar la costa con intenciones de invadir la ciudad. Para entonces, los ingleses eran enemigos declarados de la Corona Española.
Al conocerse la noticia, un pequeño grupo de barceloneses salió para resistir y detener los pasos del enemigo. Al llegar a la playa, vieron al grupo de naves de guerra que estaban echando anclas, amenazando a todos los pobladores de reducirlos y, en pocas horas, ser despóticos dueños de sus vidas y de todas sus pertenencias.
Ya las naves piratas habían desembarcado a todos los salvajes que, a bordo de sus lanchas, se acercaban a la playa. A pesar de que les esperaba la muerte, el pequeño grupo de barceloneses buscó el mejor lugar para la pelea y se colocó en posición de combate. Al ver que el enemigo era muy superior y ellos eran insuficientes para detener el numeroso y sanguinario enemigo, se encomendaron al auxilio de Nuestra Señora del Socorro, La “Virgen del Totumo”, pidiéndole fervorosamente su protección y defensa.
Apostados en la arena, el pequeño grupo observaba con atención y nerviosismo al numeroso enemigo que acometía a la playa; cuando de pronto, sin atreverse a saltar a tierra, el enemigo dio vuelta a sus lanchas y se retiraron temerosos, volviendo a sus naves en veloz fuga. El pequeño grupo de defensores, impávidos y sorprendidos por tal rara novedad y en medio de tanta incertidumbre, saltaron de alegría y felicidad.
Recelosos por lo ocurrido y pensando que se tratara de alguna extraña estrategia de los piratas para después sorprenderlos, los barceloneses hicieron algunas averiguaciones por otros puertos de la colonia y quedaron aun más sorprendidos por la verdadera historia que los mismos piratas se contaban entre sí y a otros hombres de mar.
Lo cierto fue que cuando los piratas ingleses estaban llegando a la playa y se disponían a saltar a tierra, detrás del pequeño grupo defensor, divisaron un crecidísimo ejército de hombres estupendamente ordenados y muy bien armados, que estaban comandados por una Señora de singular belleza y hermosura, ante lo cual, atemorizados los ingleses y desesperados por huir, ninguno quiso enfrentarse a tan valerosa Capitana.
Asustados, los piratas levaron anclas y se dieron a la fuga rumbo a otras latitudes, dejando la victoria en manos de la que es tan formidable y temible, como los verdaderos escuadrones bien ordenados para la defensa y socorro de sus devotos.
Sorprendidos por la verdadera razón sobre la fuga de los piratas, los barceloneses acudieron en pleno a la iglesia para dar gracias a su especial Bienhechora “La Virgen del Totumo”, pero, allí, todavía les aguardaba una sorpresa mayor.
Cuando estaban todos reunidos y procedían a dar inicio a las oraciones, abrieron el Tabernáculo y encontraron la Sagrada Imagen de Nuestra Señora del Socorro, con cadillos, hierbas y espinas pegadas por todas partes. Las orillas del vestido aún se mantenían húmedas y llenas de arena de la playa, con lo cual, sus amantísimos devotos confirmaron tan maravilloso milagro.
Una vez más la Sagrada Imagen de Nuestra Señora del Socorro, nuestra protectora y milagrosa “Virgen del Totumo”, que llegó a nosotros para quedarse, nos demostraba que había escogido nuestra región para consuelo, defensa y socorro de todos sus pobladores.

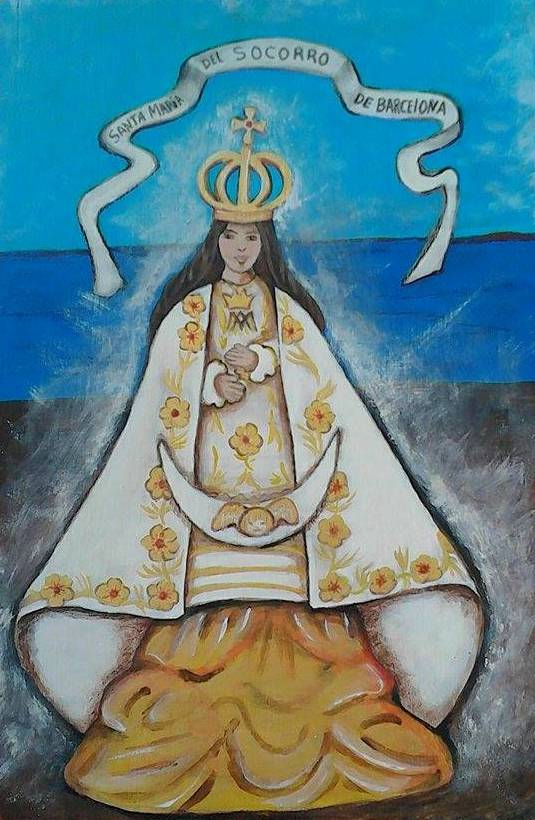
Virgen del Totumo, Patrona de Barcelona, Autora: Maria E. Mejias, Año 2016.

## La Virgen del Totumo cura a los Barceloneses de una rara epidemia.
Esta historia es muy poco conocida y narra los hechos de cómo Nuestra Señora del Socorro, en respuesta a las suplicas fervorosas de sus devotos, salvo de la muerte a la gran mayoría de los barceloneses, sanándolos de una rara epidemia.
Según cuenta el Padre Caulin en su libro, “Historia de la Nueva Andalucía” publicado en 1759, la historia sobre este hecho milagroso, ocurrió así como sigue:
En el año de 1748, siendo el Padre Fray Antonio Caulin presidente del Hospicio o Convento de San Francisco (Hoy Casa Fuerte de Barcelona), acometió a los pobladores de Barcelona una pestilencial pleuresía o dolor de costados, tan rigurosa y maligna, que los eclesiásticos y religiosos ya no tenían fuerzas para confesar a los enfermos y enterrar a los muertos. Por las calles, solo se oía un continuo llanto y lamento que conmovía a la compasión del corazón más duro.
Deseando el remedio de aquellos afligidos, el Padre Caulin convención a todos para que acudiesen al socorro de María Santísima, su especial Protectora, rogándole y suplicándole con vehemente devoción y haciéndole algunas públicas penitencias, como único remedio para que la Virgen intercediera calmando las iras de su amantísimo Hijo, por los continuos pecados de los mortales.
Con este pensamiento, el Padre Caulin hablo al Cura de la Iglesia para exponer al público la imagen de “La Virgen del Totumo”, Nuestra Señora del Socorro, colocándola en medio de la iglesia en compañía de la Imagen de su HijoJesús Nazareno. Llegada la tarde, los frailes del Convento llevaron en procesión la imagen de San Francisco y puesta en el mismo sitio, se convocó a las plegarias para el día siguiente.
El mismo Padre Caulin principio la Santa Misa, poniendo por protectora a Nuestra Señora del Socorro, “La Virgen del Totumo”, por cuya intercesión, todos esperaban el remedio del afligido pueblo. Los fieles rezaron con profunda fe y devoción por la salud de los enfermos, realizando verdaderas e integras confesiones; y fue tan rápido y eficaz el socorro de la Soberana Señora, que en breve se experimentó la mejoría.
Después de varios días, al término de la liturgia y una vez que todos consiguieron la salud del alma, dio fin, con ella, aquel implacable y mortal contagio; siendo maravillosa la convalecencia y la sana recuperación de todos los enfermos.
En agradecimiento, durante quince días y al punto de media noche, sacaron a “La Virgen del Totumo” en procesión. Los vecinos de Barcelona, hombres, mujeres y niños, todos con velas encendidas, le cantaron su Santo Rosario con tan profunda solemnidad, que parecía una gloria; y con júbilo gritaron en alabanza: ! Bendita sea esta gran Señora que, con tanta piedad, favorece a los mortales con el tesoro de la misericordia!.

## La Virgen del Totumo hace llover en plena sequía.
En esa época, la ciudad de Barcelona padeció de muchas calamidades, en especial la que sufrió durante años cuando, endurecida la tierra por falta de agua, esterilizo tanto las siembras y conucos, que desconfiados los labradores de poder recoger algún fruto de sus infecundas siembras, no les quedó más remedio que recurrir a “La Virgen del Totumo” porque pensaban que todo era obra de la Poderosa Mano del Altísimo, que envía tales epidemias para castigo de las culpas.
Confiados en tales ocasiones de la poderosa intercesión de la Virgen, Nuestra Señora del Socorro, acudieron a sus ruegos sacándola en procesión general. Frecuentemente es digno de admiración lo que valen las lágrimas de sus afligidos y confiados devotos en el Tribunal de sus Misericordiosos Ojos; pues en esta ocasión, cuando el cielo se mostraba más bronce y el sol quemaba la tierra, ocurrió que en un instante, el cielo se tornó tan de repente de nubes y fue tal la copiosa cantidad de agua derramada sobre las siembras, que agradecida la tierra por tan milagroso roció, produjo las más abundantes cosechas.
Fue por los eficaces ruegos de aquella Divina Señora, que el Altísimo lo concedió durante aquel año como muchas veces lo había hecho; para que sus protegidos agradecidos, le tributen los más reverentes cultos y frutos de sus penitencias, que son las únicas armas que vencen los rigores de la Divina Justicia.
Sin embargo, no sucedió así en el año 1752, tiempo en que, como nunca, se vio a “San Cristóbal de la Nueva Barcelona”, tan deformada en sus costumbres y contenida en los vicios.
A petición del ilustrísimo Señor Obispo Don Francisco Julián Antolino, por cuya solicitud el Padre Caulin predico en su presencia una misión en que, purificados todos, apenas hubo quien no diese muestra de una cristiana y total reforma.
En medio de tanta penitencia, los amenazó El Señor con tal sequía, que la tierra no daba esperanzas de frutos: los que sembraron, perdieron sus siembras, y otros, no llegaron a esconder el grano en la tierra.
Entonces sacaron a Nuestra Señora del Socorro en procesión y le hicieron una solemne fiesta, pero por más que repitieron sus ruegos, no consiguieron el logro de sus deseos ni cosecha de sus frutos.
Al año siguiente la esterilidad fue más rigurosa y aunque sacaron en procesión de rogación la imagen de Nuestra Señora del Socorro al lugar de “La Puente” (Hoy Puente Bolívar) donde se le cantó misa solemne y se le hizo una novena, tampoco se dio por enterada su piadosa clemencia.
De este modo, Nuestra Soberana Reina, que es Abogada de los Pecadores, dio a entender que estaba muy enojada con los mortales, cerrando las puertas de su intercesión, patrocinio y socorro, aunque antes los favoreciese y reconciliara con su Hijo Santísimo; no por defecto de piedad en María Santísima, ni de la misericordia en Dios Nuestro Señor, sino por falta de enmienda de las viciosas costumbres y por la falta de un verdadero y profundo arrepentimiento de los pecadores.

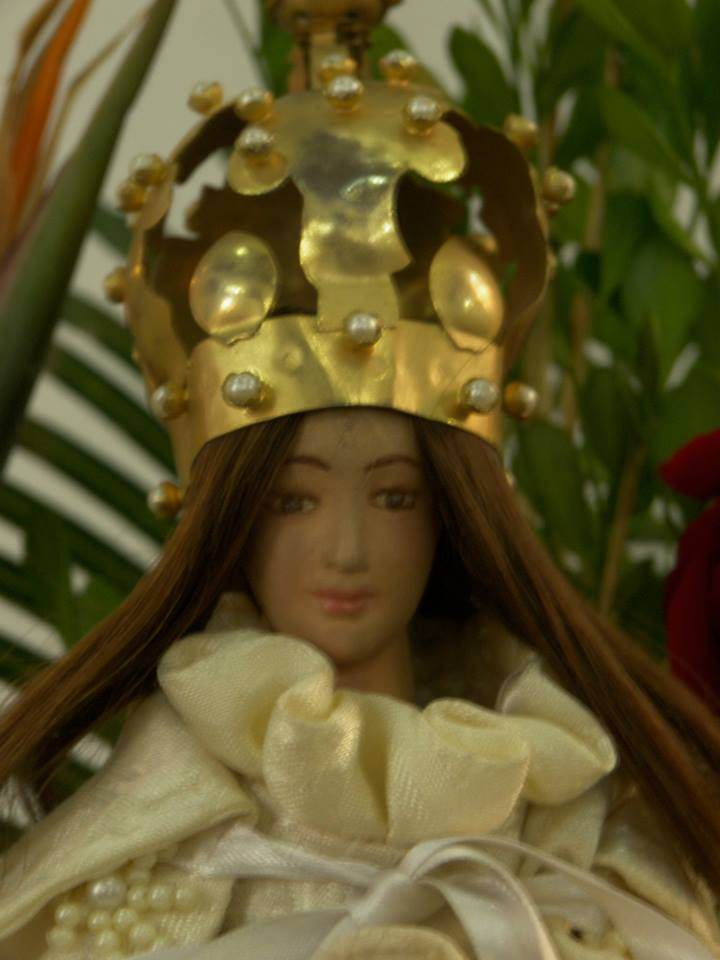
Nuestra Señora del Socorro de Barcelona, Anzoategui, Venezuela, La Virgen del Totumo

## Obras literarias inspiradas en la Virgen del Totumo

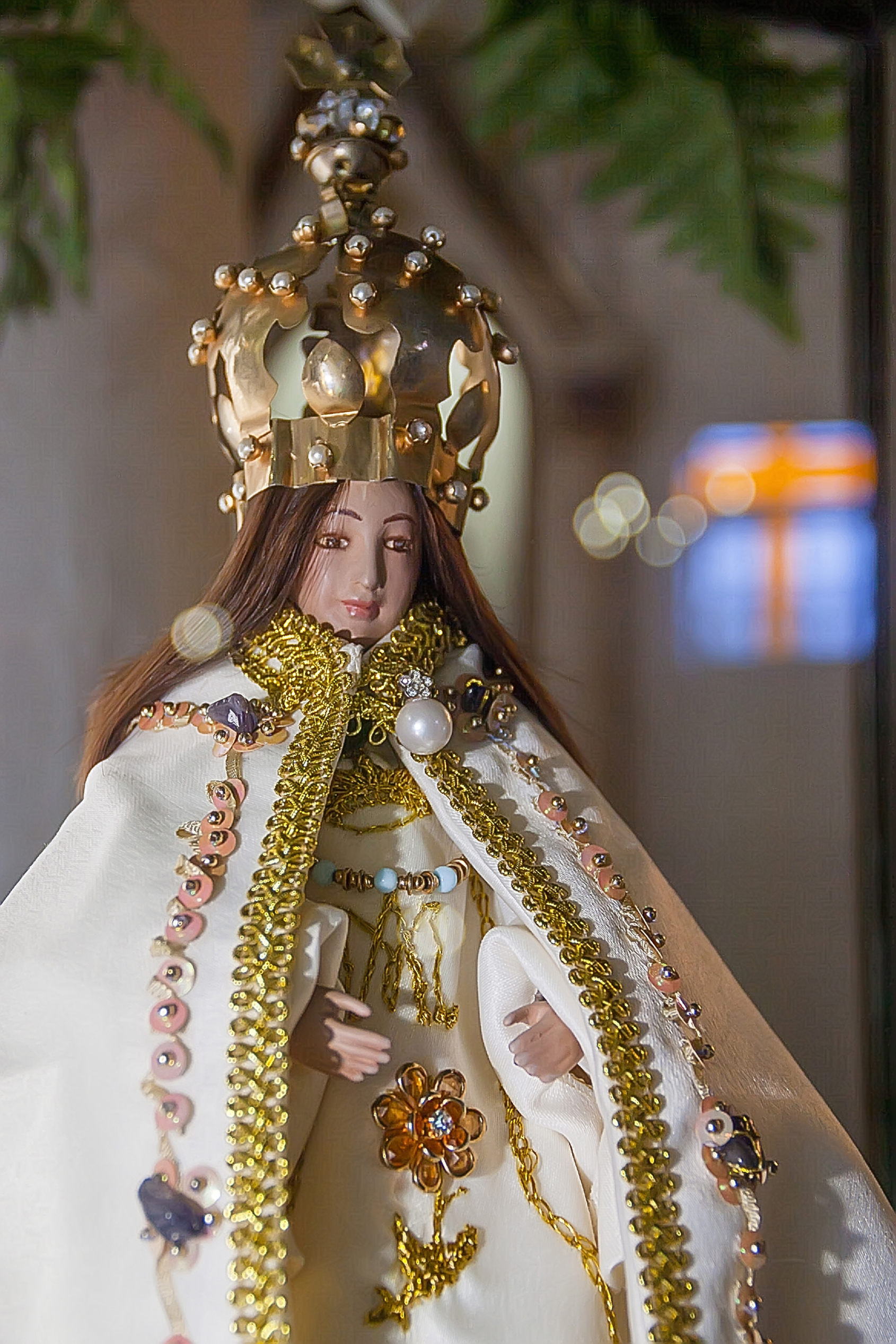
¡Oh Madre del Totumo, María del Socorro! Yo os consagro mi cuerpo con todos sus sentidos, y mi alma con sus potencias. De aquí en adelante quiero serviros con fervor, invocaros sin cesar y trabajar por ganar corazones que os amen. ¡Oh Madre mía! Haced que no pase día alguno de mi vida sin que os invoque con amor filial.

El poeta anzoatiguense Pedro Pares Espino, abogado y profesor de literatura, en su obra titulada "Poemas Coloniales", narra en versos, bajo el título "Virgen del Totumito", la bella historia de dicha imagen:

LA VIRGEN DEL TOTUMITO:

"El totumo de la leyenda,

desde hace mucho no da flor;

el totumito al que Maria,

allá en la gloria de mi tierra,

un día lejano se fugo.

Y refieren crónicas viejas,

En que el candor su aroma da,

que fue porque a Cumanagoto

-La pajiza y naciente aldea-,

ella quería abandonar.

Y cuantas veces Barcelona

penso la imagen retener,

esta fugose al totumito

que, con la gracia de su fronda,

de tradiciones blasón fue.

Tan solo cuando rogativas

ella ofreciole con unción,

la dulce Virgen peregrina

en su recinto se quedó.

Y cuando iba fiera peste,

segando vidas, sin cesar,

al invocarla los creyentes,

se incorporaban los enfermos

entre un revuelo de plegarias

y el pasmo aquel de la ciudad.

También si el fuego del secano

mustiaba los campos de Dios,

y, de Orinoco a la Borracha,

abría surcos el resol,

al sacarla entre los claros cirios

y el abejeo de la procesión,

se desataba el aguacero 

a cuyo influjo bienhechor

reverdecían los maizales.

en los conucos, y engordaba

con la apacible yerba nueva,

el ganado de buen vellón.

Maria, prócer y guerrera,

capitana para la acción,

que, entre arcángeles denodados,

en fuga vista al invasor

quien, mar adentro, en sus navíos

hacia atrás tierras, fiero huyo,

y como prueba del prodigio

al día siguiente el pueblo vio,

que ornaban conchas y cadillos

la orla del manto milagrero,

de tu albo manto protector

Supiste, oh Virgen del Socorro,

morena virgen correntona,

de Barcelona fuerza y don,

guiar, con tino, el buque aquel

por sobre el sueño verdinoso

del virgiliano Neverí,

hasta el gran guamo protector,

para salvarlo del pirata,

del pirata de zarcos ojos

que saquear supo al español.

Hoy, que en la prócer Barcelona

la noble pátina aún se ve,

aunque sus graves caserones

mancilla tanto mercader;

ante tu manto milagroso,

por obra del fecundo ensueño,

el totumito de la gracia

entona ahora en mi canción,

el totumito que un mal día

algún burgués , burdo, taló".

En el año de 1885, Don Teófilo Rodríguez, acucioso colector de historias, le dedicó otros versos a la Virgen del Totumo en su obra: “Tradiciones Populares”, bajo el título de Nuestra Señora Del Socorro De Barcelona:

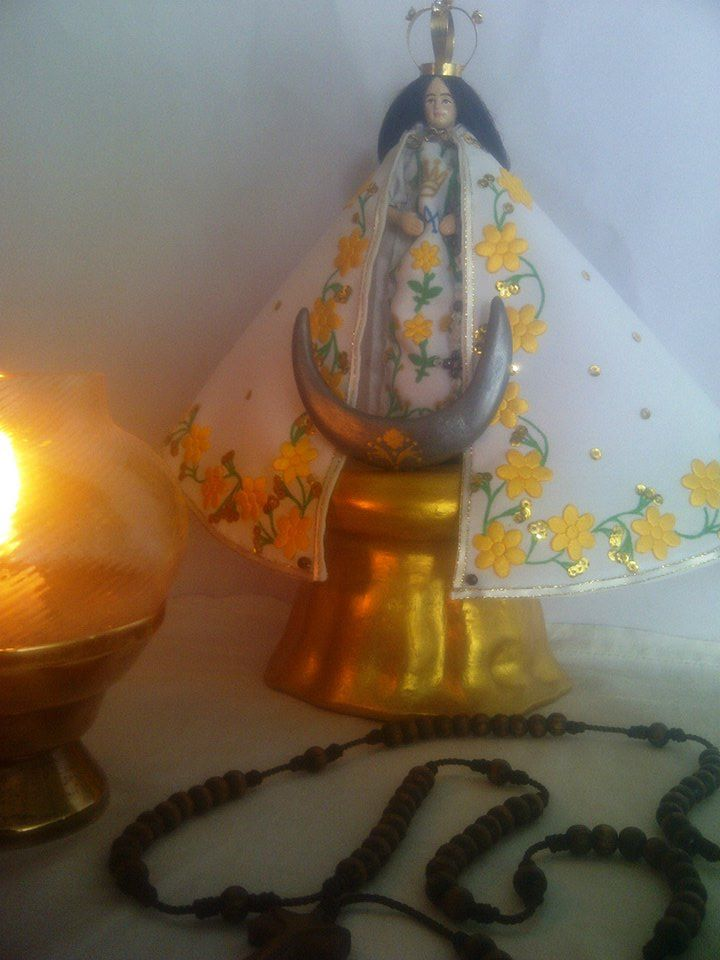
"Dios te salve Maria, Ntra. Sra. del Socorro del Totumo, llena eres de gracia, el Señor es contigo. Hoy a tus plantas acudo Santa Madre Inmaculada, con ternura y devoción, de la misma forma que tus hijos de Barcelona en tiempos antiguos lo hacían, hoy a ti acudo, con corazón confiado, con ese mismo afecto con que tus hijos depositaron en tus manos sus plegarias ante los ataques y asechanzas de las hordas piratas y cuando eran flagelados por la peste y la seguía en los primeros años de esta ciudad que escogiste como casa con hechos portentosos en torno a tu imagen venerable, hoy a ti me acerco, Reina del Cielo, a pedirte que intercedas junto San Celestino Mártir, ante el fruto de tu vientre, Jesús, por la salvación y salvaguarda de los habitantes de estas tierras, concédenos, por tus ruegos salud de alma y cuerpo, ahora y en la hora de nuestra muerte.Amen."

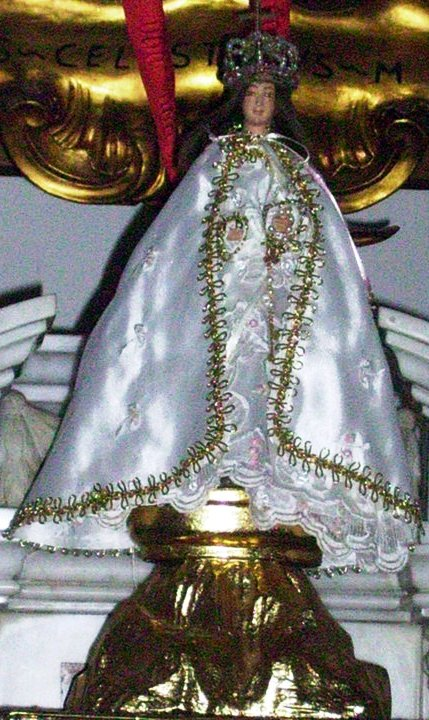
La Virgen del Totumito de Barcelona, Anzoategui, Venezuela

I

“En mil seiscientos cincuenta,

Contando a estilo moderno,

Promedio cabal y justo,

Del siglo decimo séptimo,

Acaeció en Barcelona

De aquesta hemisferio nuevo

Villa en Venezuela sita

Cerca de un hermoso puerto,

Un suceso sorprendente

Que en archivo del pueblo

Que tradición denominan,

Es tenido por autentico.

En un Frondoso totumo,

(con perdón del gran Linneo),

Árbol en verdad muy útil

Y de verdor siempre lleno,

Apareció entre sus ramos,

Cual si estuviera en un templo,

Una imagen del Socorro,

De los mortales consuelo.

De Cumanagoto el sitio,

De que indígenas fue puesto,

A la sazón ocupabalo

De San Cristóbal el pueblo;

Y es el caso, según dicen,

Que un distinguido sugeto

Al lugar había arribado

Poco antes de aquel suceso

Conduciendo de la Guaira,

Entre otros objetos,

De la Virgen Sacratísima

Aquel simulacro bello.

Y citan como testigo

que aseveraba aquel hecho

a Fernando del Bastardo,

que debía de saberlo,

apenas desembarco

el citado caballero,

de su provisto equipaje

la santa efigie echo menos.

A buscarla presurosos

Todos al punto salieron

Y en el totumo la hallaron

Con gran júbilo del dueño.

¿Escogería de su grado

La Señora aquel albergue,

O llevosela allí acaso

Con depravados intentos?

Que ella misma fue al totumo,

No por obra de tercero,

Sino a virtud de milagro

Que de la villa en obsequio

Hizo la Madre Divina,

Demostraronlo a las claras

Los posteriores sucesos.

II

Trascurridos veintiún años

Del hecho ya referido,

Trasladose a San Cristóbal

De su asiento primitivo

a la Nueva Barcelona

con que hoy permanece unido,

(Pues, es cosa averiguada

Que establecimiento pristiño

De la población moderna

Fue aquel histórico sitio);

Y es fama que lo primero

Que mudaron los vecinos

Fue de su Santa Patrona

El simulacro querido.

De la parroquial Iglesia

En lugar muy distinguido

Colocaronla animados

De esperanza y regocijo.

Al venir el nuevo día

¡Oh sorprendente prodigio¡

Los que a ver la imagen fueron

El nicho hallaron vacio.

Buscaronla por el templo

Consternados y solícitos;

Y en su recinto no hallaron

Rastro alguno de su vestigio.

Encaminaronse entonces

De Cumanagoto al sitio,

Recordando lo que enantes

Acontecido allí había;

Y en aquel mismo totumo

En que ya había aparecido

volvieron de nueva a verla

gozosos y sorprendidos.

De piedad y fervor llenos

y de devoción movidos

descolgándola del árbol

se la llevaron consigo.

De regreso a Barcelona,

En medio de gran gentío,

A la Virgen nuevamente

Colocaron en su nicho.

A la mañana inmediata,

Apenas el sol salido,

A la iglesia encaminaronse

Gran número de vecinos

Y no sin espanto vieron

Reproducido el prodigio

De no encontrarse la efigie

Y haber desaparecido.

III

Confusos y temerosos

Los moradores del pueblo,

Con el cura y el alcalde

Se juntaron a consejo;

Y tras discusión muy larga

Adoptose por acuerdo

En procesión a la Virgen

Salir a buscar de nuevo.

Hechas oraciones varias

En el recinto del templo,

No hubo de ser insensible

La Patrona a tales ruegos,

Pues luego que a Barcelona

Segunda vez la trajeron,

No volvió más a ausentarse

Ni un día solo ni un momento,

Conservando desde entonces

El lugar donde la pusieron

Y donde se halla todavía

a todos dando contento.

A partir de aquese día

la invocan niños y viejos;

y es fama que en ella encuentran

de sus males el remedio.

Y cuentan los que tal creen,

Maravillosos sucesos

Por la Virgen operados

De un modo tan manifiesto,

Que la invención del totumo

Han elevado a portento,

Y cuyo relato solo,

Si se hiciera por extenso,

No páginas, sino un libro,

Ocuparía todo entero,

Y al cronista exigiría

Más alto numen y vuelo.

……………………………………

Libre cada lector sea

De darle o no darle crédito

A esta leyenda narrada

En sencillo y tosco verso.

mas si el hombre es soberano,

De su conciencia en el fuero

Y no sufre se le impongan

Leyes a su pensamiento,

Justo y natural parece

Que en la ocasión recordemos

Que es la fe celeste bálsamo

Que al ánimo da consuelo;

Por lo cual los pensadores

La ven siempre con respeto.”